# Kalle Ankas Pocket 2: Farbror Joakims skattjakt
Farbror Joakims skattjakt är en Kalle Ankas Pocket som utgavs i november 1968.

## Innehåll

### Stängt var det här!
Originaltitel: The Lock Out

### Goda nyheter är billiga nyheter
Farbror Joakim vill helst gärna läsa Skymnings-posten bara han slipper betala. Efter otaliga försök beger han sig till Miljonärsklubben för att läsa gratis. Tyvärr sitter lord Pundhuvud med tidningen och tänker läsa en timme till. Joakim sätter på God Save the Queen så lorden måste lägga ifrån sig tidningen och ställa sig i givakt. Farbror Joakim tar genast tidningen. Lorden blir dock nyfiken på denne snåle miljonär.

### Farbror Joakim och Lord Pundhuvud
Joakim visar upp bankvalvet för lorden. På kontoret får lorden syn på en antik men trasig skrivmaskin som den snåle Joakim inte haft hjärta att kasta. Lorden erbjuder sig att ta den gamla pjäsen i utbyte mot en modern elektrisk. Dagen efter får Joakim läsa att lord Pundhuvud har kommit över ett sällsynt exemplar av den första skrivmaskinen, värderad till 50 000 kronor. Joakim och Kalle ger sig ut i världen för att köpa samtliga 27 exemplar av denna antikvitet.

### Farbror Joakim tar skydd
Oppfinnar-Jocke bygger ett hemligt skyddsrum åt Joakim där han kan få plats med sina pengar. Där finns plats för alla hans släktingar. Alexander Lukas lurar Kalle att ett radioaktivt moln kommit in över Ankeborg. Medan Kalle och de andra gömmer sig i skyddsrummet åker Alexander till Farmors gård där han kan uppvakta Kajsa. Dessutom upptäcker Björnligan att Joakims kassavalv är obevakat.

### En ny Robinson
Farbror Joakim bestämmer sig för att ta semester på en öde ö. Han låter Oppfinnar-Jocke uppfinna en superdator som kan ersätta honom under bortavaron. Till en början är datorn lika snål som Joakim men Medhjälparen blir inlåst inuti datorn så att det blir en kortslutning. Datorn blir givmild och det utnyttjar Kalle som säljer böcker. Datorn beställer 10 miljoner exemplar av samma bok och Kalle blir förlagets stjärnsäljare.

### Farbror Joakim och arvet som jamade
Två advokater kommer till Joakims kontor och berättar att han har fått ärva två katter från Sofia Amalia von Anka. De berättar att han måste sköta om katterna i en månad och att de då återvänder för att berätta mer. Katterna ställer till oreda på kontoret, hans tjänstepersonal slutar och till slut lämnar han katterna till Kalle. Snart får han dock veta att katternas vårdare ska få ärva 150 miljoner kronor och tar tillbaka katterna. Björnligan har fått läsa om katterna och beslutar sig för att kidnappa dem.

### I oljigaste laget
Joakim, Kalle och Knattarna åker till Joakims oljekällor i Petrolonien. Där äger han all mark utom ett område, ägt av Ali Bobar, som inte vill sälja under några omständigheter. Joakim låter framställa ett magiskt piller som gör den som sväljer pillret guldgalen. Istället blir Ali Bobar oljegalen och det utbryter ett oljekrig mellan honom och Joakim.

## Tabell
| Serie nummer | Namn                                | Ritad av          | Manus                              | Originaltitel                           | Kommentar             |
| ------------ | ----------------------------------- | ----------------- | ---------------------------------- | --------------------------------------- | --------------------- |
| 1            | Stängt var det här!                 | Carl Barks        | Carl Barks                         | The Lock Out                            | Från Uncle Scrooge 57 |
| 2            | Goda nyheter är billiga nyheter     | Giuseppe Perego   | ?                                  | Prologo a "Paperone '68"                | Ramberättelse         |
| 3            | Farbror Joakim och lord Pundhuvud   | Romano Scarpa     | Gian Paolo Barosso                 | Zio Paperone e il clavicembalo scrivano | -                     |
| 4            | Farbror Joakim tar skydd            | Luciano Bottaro   | Gian Giacomo Dalmasso              | Zio Paperone e il ricovero antifungo    | -                     |
| 5            | En ny Robinson                      | Luciano Bottaro   | Carlo Chendi, Luciano Bottaro      | Zio Paperone naufrago volontario        | -                     |
| 6            | Farbror Joakim och arvet som jamade | Luciano Capitanio | Abramo Barosso, Gian Paolo Barosso | Zio Paperone e l'eredità universale     | -                     |
| 7            | I oljigaste laget                   | Romano Scarpa     | Rodolfo Cimino                     | Zio Paperone e il petrolio proibito     | -                     |
| 8            | Den kloka papegojan                 | Carl Barks        | Carl Barks                         | Wasted Words                            | Från Uncle Scrooge 61 |